# Barbara Cárdenas Alfonso

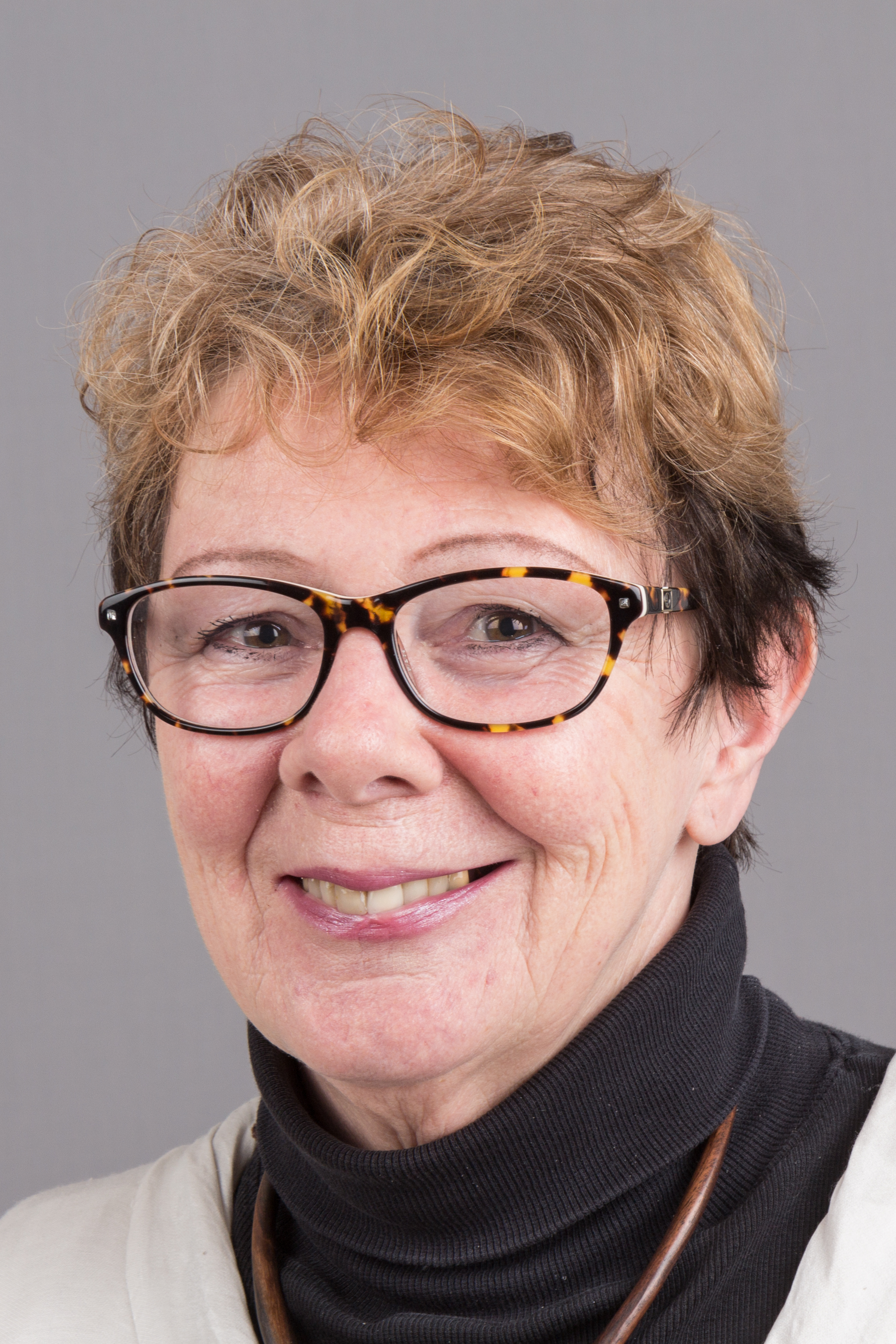
Barbara Cárdenas Alfonso (2016)

Barbara Cárdenas Alfonso (* 14. Januar 1954 in Werne) ist eine hessische Politikerin (Die Linke) und ehemalige Abgeordnete des Hessischen Landtags.

## Ausbildung und Beruf
Barbara Cárdenas Alfonso ist Diplom-Psychologin und Diplom-Pädagogin. Sie arbeitete als Psychologin in Beratungsstellen, als Pädagogin und Psychologin in einer Schule für Körperbehinderte, in der Sprachförderung und bundesweit in der Fort- und Weiterbildung von Lehrern und Erziehern. Sie leitete zwei Forschungsprojekte.
Barbara Cárdenas Alfonso ist verheiratet und hat zwei Kinder.

## Politik
Barbara Cárdenas Alfonso wurde 1969 Mitglied der Deutschen Friedensgesellschaft, in den 1970er Jahren des Marxistischen Studentenbundes Spartakus und in den 1980er Jahren für drei Jahre der DKP. 1993 zog sie nach Dietzenbach. 2007 rückte sie für die Dietzenbacher Liste (DL) ins Dietzenbacher Stadtparlament nach, bei den Kommunalwahlen 2011 war sie dort Stellvertretende Vorsitzende der Linksfraktion.
Aktuell ist sie Mitglied des Magistrats in Dietzenbach.
Bei der Landtagswahl in Hessen 2008 wurde sie über die Landesliste der Partei Die Linke in den Hessischen Landtag gewählt.
In der Landtagsfraktion war sie Sprecherin für Bildungspolitik (v. a. schulische Bildung), Migrations- und Integrationspolitik sowie Tierrechte.
Sie war in der 18. Wahlperiode Vorsitzende des Petitionsausschusses (PTA). Sie war Obfrau der Linksfraktion in diesem Ausschuss sowie dem kulturpolitischen Ausschuss (KPA) und folgenden ständigen Unterausschüssen/Kommissionen/Beiräte:
- Vorprüfungskommission für Petitionen (VPK)
- Integrationsbeirat
- Tierschutzbeirat
- Hessische Integrationskonferenz

Bei der Landtagswahl in Hessen 2013 trat sie im Wahlkreis Offenbach Land II an. Hier unterlag sie gegen Ismail Tipi (CDU). Ihr gelang jedoch der Wiedereinzug in den Landtag über einen Listenplatz der Partei.
Am 31. Oktober 2016 schied sie aus dem Landtag aus. Nachrückerin wurde Gabriele Faulhaber.

## Schriften
- Diagnostik mit Pfiffigunde, 1992, ISBN 3-86145-035-6
- Mit Pfiffigunde arbeiten, 1999, ISBN 3-86145-170-0